# Liste jüdischer Friedhöfe in Luxemburg
Die Liste jüdischer Friedhöfe in Luxemburg gibt einen Überblick zu jüdischen Friedhöfen in Luxemburg. Die Sortierung erfolgt alphabetisch nach den Ortsnamen.

## Liste der Friedhöfe
| Bezeichnung                                                        | Bild           | Ort                                                                                  | Weitere Informationen |
| ------------------------------------------------------------------ | -------------- | ------------------------------------------------------------------------------------ | --------------------- |
| Jüdischer Friedhof (Esch-sur-Alzette)                              | weitere Bilder | Esch an der Alzette (Lage)                                                           | siehe                 |
| Jüdischer Friedhof (Ettelbrück)                                    | weitere Bilder | Ettelbrück (Lage)                                                                    |                       |
| Jüdischer Friedhof (Grevenmacher)                                  | weitere Bilder | Grevenmacher (Lage)                                                                  | siehe                 |
| Alter jüdischer Friedhof (Clausen) (Cimetière de Clausen-Malakoff) | weitere Bilder | im Luxemburger Stadtteil Clausen (Lage)                                              | siehe und             |
| Neuer jüdischer Friedhof (Limpertsberg) (Cimetière Bellevue)       | weitere Bilder | im Luxemburger Stadtteil Limpertsberg an der Rue des Cerisiers / Rue Bellevue (Lage) | siehe                 |